# Mistrzostwa Europy U-17 w Piłce Nożnej Kobiet 2024 (eliminacje)/Runda 1 Grupa A4
W Grupie A4 eliminacji do Mistrzostw Europy U-17 2024 brały udział następujące zespoły:
- Austria U-17
- Niemcy U-17
- Rumunia U-17
- Ukraina U-17

## Stadiony
Na podstawie:
| Duisburg          | Mapa miast-gospodarzy | Duisburg                     |
| ----------------- | --------------------- | ---------------------------- |
| Sportschule Wedau | Duisburg              | Bezirkssportanlage Wedau III |
| Pojemność: ?      | Duisburg              | Pojemność: 2 682             |
|                   | Duisburg              |                              |

## Tabela
| Reprezentacja | M | W | R | P | Br+ | Br- | +/- | Pkt. |
| ------------- | - | - | - | - | --- | --- | --- | ---- |
| Austria U-17  | 3 | 3 | 0 | 0 | 13  | 1   | +12 | 9    |
| Niemcy U-17   | 3 | 2 | 0 | 1 | 12  | 4   | +8  | 6    |
| Ukraina U-17  | 3 | 0 | 1 | 2 | 1   | 7   | -6  | 1    |
| Rumunia U-17  | 3 | 0 | 1 | 2 | 1   | 15  | -14 | 1    |

## Wyniki
| 14 października 2023 13:00 CET | Niemcy U-17 · Köpp 27' · Rückert 33' · Hokamp 57' · Zimmermann 71', 85' | 5:0(2:0)Raport | Ukraina U-17 | Sportschule Wedau, Duisburg Sędzia: Maral Mirzai Beni |
|                                |                                                                         |                |              |                                                       |

| 14 października 2023 16:00 CET | Austria U-17 · Krassnig 5', 39', 45+11', 65' · Frătuțescu 23' (sam.) · Illinger 44' · Bauer 88' · Bertsch 90' | 8:0(5:0)Raport | Rumunia U-17 | Bezirkssportanlage Wedau III, Duisburg Sędzia: Lisa Benn |
|                                | |                |              |                                                          |

| 17 października 2023 13:00 CET | Niemcy U-17 | 0:3(0:2)Raport | Austria U-17 · 35' Kerschbaumer · 40', 54' Krassnig | Sportschule Wedau, Duisburg Sędzia: Silvia Gasperotti |
|                                |             |                |                                                     |                                                       |

| 17 października 2023 16:00 CET | Rumunia U-17 | 0:0(0:0)Raport | Ukraina U-17 | Bezirkssportanlage Wedau III, Duisburg Sędzia: Lisa Benn |
|                                |              |                |              |                                                          |

| 20 października 2023 13:00 CET | Rumunia U-17 · Banciu 71' | 1:7(0:4)Raport | Niemcy U-17 · 20' Köpp · 36', 45+1' Rückert · 42', 56' Hokamp · 51' (sam.) Lionte · 70' Schiffarth | Sportschule Wedau, Duisburg Sędzia: Silvia Gasperotti |
|                                |                           |                | |                                                       |

| 20 października 2023 13:00 CET | Ukraina U-17 · Savkina 68' | 1:2(0:2)Raport | Austria U-17 · 29', 37' Pamminger | Bezirkssportanlage Wedau III, Duisburg Sędzia: Maral Mirzai Beni |
|                                |                            |                |                                   |                                                                  |

## Strzelczynie

### 5 goli
- Tina Krassnig

### 3 gole
- Merle Hokamp
- Rosa Rückert

### 2 gole
- Alessia Pamminger
- Leonie Köpp
- Tessa Zimmermann

### 1 gol
- Giulia Bauer
- Mia Bertsch
- Valentina Illinger
- Alina Kerschbaumer
- Julia Schiffarth
- Miruna Banciu
- Viktoriia Savkina

### Gole samobójcze
- Rianna Frătuțescu (dla  Austrii)
- Anastasia Lionte (dla  Niemiec)